# Dellach im Drautal
Dellach im Drautal – gmina uzdrowiskowa w Austrii, w kraju związkowym Karyntia, w powiecie Spittal an der Drau. Liczy 1633 mieszkańców (1 stycznia 2015 roku).